# هایر کینرتون
هایر کینرتون (به انگلیسی: Higher Kinnerton) یک منطقهٔ مسکونی در بریتانیا است که در فلینتشر واقع شده‌است. هایر کینرتون ۱٬۶۹۷ نفر جمعیت دارد.